# Simskäla
Simskäla is een eiland behorende tot de gemeente Vårdö in de autonome Finse provincie Åland. Het eiland is licht glooiend, rotsachtig, deels bebost en deels akkerland met boerderijen. Het bestaat uit een oostelijk en een westelijk deel, die tot enkele eeuwen geleden nog aparte eilanden waren, maar door de postglaciale opheffing nu met een landengte aaneengegroeid zijn, waardoorheen een kort kanaal is aangelegd (zie foto). Het totale oppervlak is 20 km². Rondom het eiland liggen vele tientallen onbewoonde scheren.

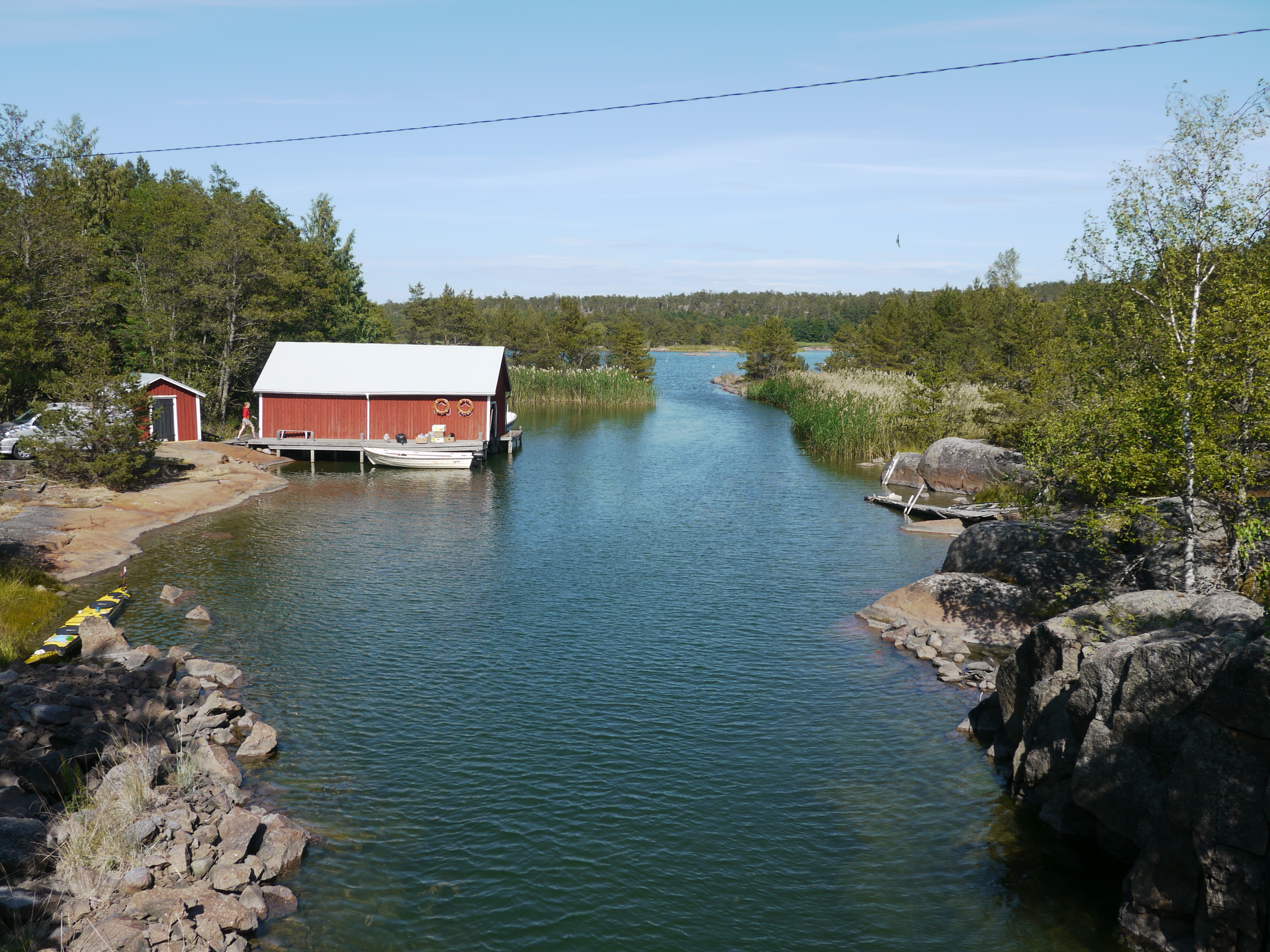
De smalle waterverbinding tussen west- en oost-Simskäla

De naam Simskäla is voor het eerst beschreven in een document over landverdeling uit 1432. De naam werd destijds op veel verschillende manieren geschreven: Sijmesial, Sijmeesiel, Sijmasiela en Simisziella.
Heden ten dage heeft het eiland ongeveer 35 vaste bewoners, welk aantal in het hoogseizoen toeneemt tot ongeveer 200, maar in de 16e eeuw was dit een van de grootste gemeenschappen van Vårdö. In de 19e eeuw trokken opnieuw veel mensen naar deze eilanden vanwege een nieuwe vangmethode op strömming, haringen die gevangen worden in het noordelijke (brakke) deel van de Oostzee en de Botnische Golf. Toen vestigde zich een aantal kinderrijke gezinnen ook op de 'buitenscheren', die ten noorden van deze eilanden liggen. De schrijfster Anni Blomqvist, die haar hele leven op westelijk Simskäla woonde, beschreef in haar "Stormskärs-Maja"-kroniek een vrouw die een hard leven leidt op een dergelijk eiland, genaamd 'Stormskär'. Het eiland Väderskär, acht kilometer ten noorden van Simskäla, stond daarvoor model. Het was ook Blomqvist die de aanzet heeft gegeven tot de elektrificatie van het eiland, kort na de Tweede Wereldoorlog.

## Zelfvoorzienendheid
In 2014-2015 werd Simskäla betrokken in het Smilegov-project: een Europees samenwerkingsverband van gemeenschappen die op afgelegen eilanden wonen en autonoom willen worden in onder andere energieproductie en afvalrecycling. Er bevinden zich op het eiland slechts twee bedrijven: een kwekerij en een herberg. De kassen van de kwekerij worden via een warmtepomp verwarmd met warmte uit de omliggende zee, en het voedsel voor de herberg komt voornamelijk van het eiland zelf. De herberg wordt verwarmd met aardwarmte. De eigenaar daarvan is tevens veerman van de pont tussen Simskäla en het hoofdeiland van Vårdö.